# Diskografie Nico
Toto je diskografie německé hudebnice Nico. Během své kariéry vydala celkem šest studiových alb a jedno spolu se skupinou The Velvet Underground.

## Studiová alba
| Rok  | Název a detaily                                                         |
| ---- | ----------------------------------------------------------------------- |
| 1967 | Chelsea Girl - Vydáno: říjen 1967 - Vydavatelství: Verve Records        |
| 1969 | The Marble Index - Vydáno: květen 1969 - Vydavatelství: Elektra Records |
| 1970 | Desertshore - Vydáno: prosinec 1970 - Vydavatelství: Reprise Records    |
| 1974 | The End… - Vydáno: 1974 - Vydavatelství: Island Records                 |
| 1981 | Drama of Exile - Vydáno: 1981 - Vydavatelství: Aura Records             |
| 1985 | Camera Obscura - Vydáno: 1985 - Vydavatelství: Beggars Banquet Records  |

## Koncertní alba
| Rok  | Název a detaily                                                                  |
| ---- | -------------------------------------------------------------------------------- |
| 1983 | Do or Die: Nico in Europe - Vydáno: 1983 - Vydavatelství:                        |
| 1985 | Nico Live in Pécs - Vydáno: 1985 - Vydavatelství: Bahia                          |
| 1986 | Live Heroes - Vydáno: 1986 - Vydavatelství: Performance Records                  |
| 1986 | Behind the Iron Curtain - Vydáno: 1986 - Vydavatelství: Dojo Records             |
| 1987 | Nico in Tokyo - Vydáno: 1987 - Vydavatelství: Dojo Records                       |
| 1989 | Hanging Gardens - Vydáno: 1989 - Vydavatelství: Emergo                           |
| 1994 | Heroine - Vydáno: 1994 - Vydavatelství: Anagram Records                          |
| 1997 | Chelsea Girl / Live - Vydáno: 1997 - Vydavatelství: Purple Pyramid               |
| 2000 | Nico's Last Concert: Fata Morgana - Vydáno: 2000 - Vydavatelství: SPV Recordings |
| 2003 | Femme Fatale: The Aura Anthology - Vydáno: 2003 - Vydavatelství: Castle Music    |
| 2004 | Nico: All Tomorrow's Parties - Vydáno: 2004 - Vydavatelství:                     |
| 2007 | All Tomorrow's Parties - Vydáno: 2007 - Vydavatelství:                           |

## Kompilace
| Rok  | Název a detaily                                                                                                  |
| ---- | --- |
| 1998 | Nico: The Classic Years - Vydáno: 1998 - Vydavatelství: Chronicles                                               |
| 2002 | Innocent & Vain: An Introduction to Nico - Vydáno: 2002 - Vydavatelství: Polydor Records                         |
| 2003 | Femme Fatale: The Aura Anthology - Vydáno: 2003 - Vydavatelství: Castle Music                                    |
| 2007 | The Frozen Borderline: 1968–1970 - Vydáno: 2007 - Vydavatelství: Elektra Records, Reprise Records, Rhino Records |

## Spolupráce
| Rok  | Název a detaily |
| ---- | --- |
| 1967 | The Velvet Underground & Nico - Vydáno: březen 1967 - Vydavatelství: Verve Records - s The Velvet Underground      |
| 1974 | June 1, 1974 - Vydáno: červen 1974 - Vydavatelství: Island Records - s Kevinem Ayersem, Brianem Eno a Johnem Calem |
| 2004 | Le Bataclan '72 - Vydáno: říjen 2004 - Vydavatelství: Dynamic Records - s Lou Reedem a Johnem Calem                |

## Singly
- „I'm Not Sayin'“ / „The Last Mile“ (1965)
- „Vegas“ / „Saeta“ (1981)